# Glory Days
Glory Days — четвёртый студийный альбом британской гёрл-группы Little Mix, выпущенный 18 ноября 2016 года на лейблах Syco и Columbia Records.

## Промоушен и релиз

### Синглы
«Shout Out to My Ex» была выпущена в качестве лид-сингла с альбома 16 октября 2016 года. Песня была представлена в день релиза живым выступлением на The X Factor до того, как стала доступна для цифровой загрузки. Сингл стал номером один в чарте UK Singles Chart. Песня оставалась на этой позиции в течение трёх недель пока не опустилась на второе место.

### Промосинглы
27 октября песня «You Gotta Not» была выпущена в качестве промосингла. Синглу удалось занять 61 место в UK Singles Chart. 4 ноября был выпущен второй промосингл — «F.U». Песня заняла 82 место в UK Singles Chart и продержалась там неделю по состоянию на 11 ноября. В тот же день в качестве третьего промосингла была выпущена песня «Nothing Else Matters».
Ещё трое треков было выпущено в виде синглов незадолго до релиза альбома. В частности сингл «Touch» был выпущен 15 ноября. Вторая песня, «Nobody Like You» была выпущена 16 ноября. Третья и последняя песня, «Down & Dirty» была выпущена 17 ноября.

### Коммерческий успех
После своего выхода альбом занял 10 место из 63 в iTunes charts. Промокампании для поклонников «Glory Days Road Trip» были организованы для фанатов в Великобритании, в США, во Франции, в Нидерландах, в Чили, в Бразилии, в Аргентине, в Бельгии, в Германии, в Норвегии, в Финляндии и в Сингапуре. Он стал первым альбомом Little Mix, который достиг первого места  в Великобритании и разошёлся тиражом в 90,000 копий со времён альбома Дэвида Боуи Blackstar, выпущенного десятью месяцами ранее. Также альбом занял 2 место в Ирландии и Австралии и попал в топ-10 чартов Нидерландов, Новой Зеландии и Испании.

### Тур
14 октября был объявлен тур в поддержку альбома, The Glory Days Tour, который стартует 27 октября 2017 года. В ноябре 2016 года стало известно, что европейские гастроли пройдут в мае-июне 2017 года.

## Оценки критиков
| Оценки критиков  | Оценки критиков |
| Источник         | Оценка          |
| ---------------- | --------------- |
| AllMusic         | [ 23 ]          |
| The Guardian     | [ 24 ]          |
| Digital Spy      | [ 25 ]          |
| SugarScape       | [ 26 ]          |
| The Times        | [ 27 ]          |
| Evening Standard | [ 28 ]          |
| NewsComAu        | [ 29 ]          |

Газета The Guardian назвала альбом «совершенством поп-чарта». В другом позитивном обзоре, журнал Digital Spy пишет: «Little Mix смонтировали свой весьма персональный альбом Glory Days не особо отклоняясь от сенсуального и дерзкого поп мейнстрима.» Далее в статье журнал написал следующее: «Четыре молодые женщины настолько удачно объединились, что делает их музыкальный альбом весьма реалистичным.»
The Evening Standard похвалили Little Mix сказав, что их четвёртый студийный альбом Glory Days был весьма важен для их выживания, и что в «Glory Days» группа в основном придерживается своей уже апробированной формулой победы", добавив, что «квартет вырубил поп нишу для самих себя».

## Список композиций
| №                   | Название                        | Автор(ы) | Продюсер(ы)                                     | Длительность |
| ------------------- | ------------------------------- | --- | ----------------------------------------------- | ------------ |
| 1.                  | «Shout Out to My Ex»            | Edvard Førre Erfjord Henrik Michelsen Camille Purcell Iain James Perrie Edwards Jesy Nelson Leigh-Anne Pinnock Jade Thirlwall | Electric Maegan Cottone [a]                     | 4:06         |
| 2.                  | «Touch»                         | Hanni Ibrahim Patrick Patrikios A.S. Govere Phil Plested                                                                      | MNEK Cottone [a]                                | 3:33         |
| 3.                  | «F.U.»                          | Samuel Gerongco Robert Gerongco Cottone Jean-Baptiste Michael McHenry Alessia Rita Iorio                                      | Kuya Cottone [a]                                | 3:58         |
| 4.                  | «Oops» (при участии Чарли Пута) | Charles Puth Michael Caren Jacob Luttrell                                                                                     | Puth Cottone [a]                                | 3:24         |
| 5.                  | «You Gotta Not»                 | Johan Carlsson Alexander Kronlund Ross Golan Meghan Trainor                                                                   | Carlsson Noah Passovoy [a]                      | 3:11         |
| 6.                  | «Down & Dirty»                  | Edwards Nelson Pinnock Thirlwall Cottone Fridolin Walcher Sam Romans                                                          | Freedo Cottone [a]                              | 2:55         |
| 7.                  | «Power»                         | Dan Omelio Purcell James Abrahart                                                                                             | Omelio Matt Rad Steve James Cottone [a]         | 4:07         |
| 8.                  | «Your Love»                     | Purcell Jeremy Coleman Abrahart                                                                                               | JMIKE Cottone [a]                               | 3:27         |
| 9.                  | «Nobody Like You»               | Steve Robson Emily Warren | Robson Tommy Baxter Adam Midgley Joe Kearns [a] | 4:08         |
| 10.                 | «No More Sad Songs»             | Warren Erfjord Michelsen Tash Phillips                                                                                        | Electric Joe Kearns [a]                         | 3:26         |
| 11.                 | «Private Show»                  | Edwards Nelson Pinnock Thirlwall Walcher Romans Cottone                                                                       | Freedo Kearns [a]                               | 2:41         |
| 12.                 | «Nothing Else Matters»          | Peter Wallevik Daniel Davidsen Mich Hansen Purcell Wayne Hector                                                               | Wallevik Davidsen Cutfather Freedo Kearns [a]   | 3:55         |
| Общая длительность: | Общая длительность:             | Общая длительность: | Общая длительность:                             | 42:51        |

| №                   | Название            | Автор(ы)                                      | Producer(s)                   | Длительность |
| ------------------- | ------------------- | --------------------------------------------- | ----------------------------- | ------------ |
| 13.                 | «Beep Beep»         | Purcell Erfjord Michelsen Iain James          | Electric Kearns [a]           | 3:52         |
| 14.                 | «Freak»             | Dan Bartlett Nelson Jake Roache Nick Atkinson | Bartlett Atkinson Cottone [a] | 3:36         |
| 15.                 | «Touch» (Acoustic)  | Ibrahim Patrikios Govere Plested              | Cottone [a]                   | 3:43         |
| Общая длительность: | Общая длительность: | Общая длительность:                           | Общая длительность:           | 54:02        |

| №                   | Название                  | Длительность |
| ------------------- | ------------------------- | ------------ |
| 16.                 | «Grown» (Live)            | 4:01         |
| 17.                 | «Wings» (Live)            | 5:22         |
| 18.                 | «Secret Love Song» (Live) | 4:30         |
| 19.                 | «Black Magic» (Live)      | 4:10         |
| Общая длительность: | Общая длительность:       | 72:05        |

| №                   | Название            | Длительность |
| ------------------- | ------------------- | ------------ |
| 1.                  | «Grown»             | 3:59         |
| 2.                  | «Hair»              | 5:47         |
| 3.                  | «Wings»             | 7:57         |
| 4.                  | «Lightning»         | 5:51         |
| 5.                  | «DNA»               | 6:13         |
| 6.                  | «Secret Love Song»  | 4:30         |
| 7.                  | «OMG»               | 5:36         |
| 8.                  | «Salute»            | 7:31         |
| 9.                  | «Little Me»         | 4:05         |
| 10.                 | «Move»              | 5:30         |
| 11.                 | «How Ya Doin'?»     | 4:12         |
| 12.                 | «Love Me Like You»  | 4:55         |
| 13.                 | «Weird People»      | 4:25         |
| 14.                 | «The Beginning»     | 3:25         |
| 15.                 | «Black Magic»       | 3:53         |
| Общая длительность: | Общая длительность: | 77:49        |

Примечания
- ↑  означает поющего продюсера

## Чарты
| Чарт (2016)                            | Высшая позиция |
| -------------------------------------- | -------------- |
| Австралия (ARIA)                       | 2              |
| Австрия (Ö3 Austria)                   | 24             |
| Бельгия/Фландрия (Ultratop)            | 11             |
| Бельгия/Валлония (Ultratop)            | 67             |
| Канада (Canadian Albums Chart)         | 21             |
| Дания (Hitlisten)                      | 37             |
| Нидерланды (Album Top 100)             | 9              |
| Финляндия (Suomen virallinen lista)    | 26             |
| French Albums (SNEP)                   | 50             |
| Германия (Offizielle Top 100)          | 27             |
| Ирландия (IRMA)                        | 1              |
| Италия (Classifica album)              | 13             |
| Japanese Albums (Oricon)               | 41             |
| Japanese International Albums (Oricon) | 10             |
| Новая Зеландия (RMNZ)                  | 9              |
| Норвегия (VG-lista)                    | 13             |
| Польша (ZPAV)                          | 30             |
| Португалия (AFP)                       | 26             |
| Шотландия (Scottish Albums Chart)      | 1              |
| Испания (PROMUSICAE)                   | 9              |
| Швеция (Sverigetopplistan)             | 23             |
| Швейцария (Schweizer Hitparade)        | 22             |
| Taiwanese Albums (Five Music)          | 6              |
| Великобритания (UK Albums Chart)       | 1              |
| США (Billboard 200) ·                  | 25             |

## Сертификации
| Регион                                                      | Сертификация  | Продажи   |
| ----------------------------------------------------------- | ------------- | --------- |
| Австралия (ARIA)                                            | Золотой       | 35 000^   |
| Канада (Music Canada)                                       | Золотой       | 40 000    |
| Дания (IFPI Danmark)                                        | Золотой       | 10 000    |
| Ирландия (IRMA)                                             | 2× Платиновый | 30 000^   |
| Мексика (AMPROFON)                                          | Золотой       | 30 000    |
| Швейцария (IFPI Switzerland)                                | Золотой       | 10 000    |
| Великобритания (BPI)                                        | 3× Платиновый | 1,100,000 |
| ^ Данные о тиражах приведены только на основе сертификации. |               |           |